# 麻績神社
麻績神社（おみじんじゃ）は、長野県飯田市座光寺市場2516にある神社。旧社格は村社。座光寺地区の産土神であり、約1,400戸が氏子となっている。

## 祭神
- 建御名方命（たけみなかたのかみ）
- 誉田別命（ほんだわけのみこと）

## 名称
「麻績」（おみ）は「麻を作ることができる豊かな土地」という意味を持つ。かつては「八幡社」「八幡宮」「大宮諏訪社」などと呼ばれていたが、安政年間（1854年-1859年）には座光寺村の名主であり国学者の北原稲雄が「麻績」という言葉を気に入り、1875年（明治8年）以後に麻績神社と呼ばれるようになった。明治期に新築した学校を麻績小校（おみしょうこう）と呼ぶようにしたのも北原であるとされる。境内には北原の石碑が建立されている。

## 歴史
天正年間（1573年-1593年）よりも前に開創されたと伝えられている。例祭日に奉納される獅子舞は、文化8年（1811年）が創始とされる。元旦祭、春祭り、秋祭り、勤労感謝祭と、毎年4回の例祭がある。4月の春祭りで奉納される獅子舞は、お囃子を奏でる屋台を幌で覆った屋台獅子である。2011年（平成23年）は3月11日に東日本大震災が起こったため、春祭りが半年後に延期され、10月23日に獅子舞が奉納された。
1874年（明治7年）に境内に麻績小校が建設される前は、9の境内社の社殿があった。麻績学校（後の飯田市立座光寺小学校）は110年間にわたって境内にあったが、1984年（昭和59年）には境内から離れて400m北の別地点に移転している。

## 境内
長野県道229号市場桜町線から北西に参道が伸びており、県道と参道の交差部に一の鳥居がある。1887年（明治20年）5月に石材の加工を開始し、1888年（明治21年）2月から4月に建立作業を行った。石屋は飯田・桜町の今井長作であり、棟梁は北原米太郎である。この一の鳥居は下伊那郡でもっとも大きく立派な鳥居であるとされ、1960年（昭和35年）には伊那郷土史学会から「伊那一」の標札が与えられた。
社殿に至る石段の手前には長野県最古の学校校舎である旧座光寺麻績学校校舎（長野県指定文化財）があり、その脇には樹齢約350年の麻績の里 舞台桜（飯田市指定文化財）が植わっている。参道は社殿近くで二手に分かれており、片方は麻績八幡宮に、もう片方は麻績諏訪社につながっている。

### 旧座光寺麻績学校校舎

#### 歴史

##### 小学校校舎時代

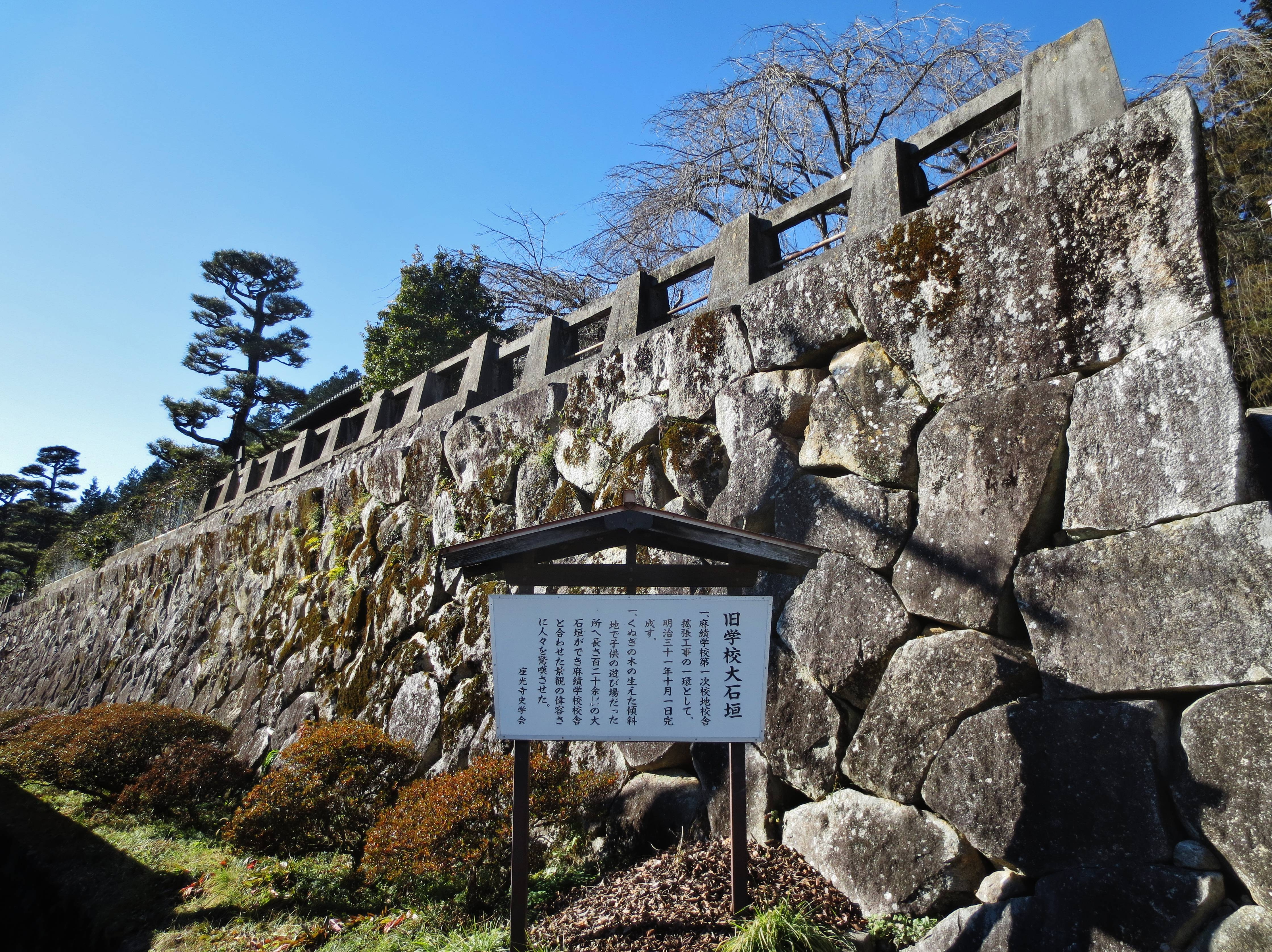
1898年に完成した大石垣

1872年（明治5年）6月には元善光寺（如来寺）に筑摩県第32小校が開校した。1874年（明治7年）4月には麻績神社の境内に現在の「旧座光寺麻績学校校舎」（舞台校舎）を新築し、麻績小校と改称した。飯田や下伊那では人形芝居や歌舞伎が盛んだったため、学校と舞台という2つの機能を併せ持つ建物を建設したのである。舞台と学校を折衷した様式を提案したのは、座光寺村出身で岐阜県の役人だった今村真幸である。
当時の学校校舎は松本の開智学校のような洋風建築が主流だったが、麻績学校は舞台を兼ねたことで純和風建築となり、洋風の要素は認められない。普段は学校校舎として使用するが、1階は舞台としても使用できるようになっており、舞台として使用する場合は観客が前庭に座って鑑賞した。ただし、実際に舞台校舎で芝居が上演されたのは1881年（明治14年）の1回だけであり、徐々に学校として使用しやすいように改修されていった。1889年（明治22年）の町村制の施行により、近世以来の座光寺村が単独で座光寺村となっている。1956年（昭和31年）には座光寺村が飯田市と合併し、座光寺村立座光寺小学校は飯田市立座光寺小学校に改称した。

##### 小学校移転後
座光寺小学校は110年間も麻績神社の正面に校地を構えていたが、1984年（昭和59年）には校地を境内から離れた北約400mの場所に移転した。舞台校舎は現存する長野県最古の学校校舎であり、1985年（昭和60年）には長野県指定有形文化財（長野県宝）に指定された。1992年（平成4年）には長野県観光選定委員会によって「信州みどころ百選」に選ばれている。座光寺小学校の施設は舞台校舎など3施設を除いて取り壊され、跡地に座光寺公民館や飯田市役所座光寺支所が建設された。

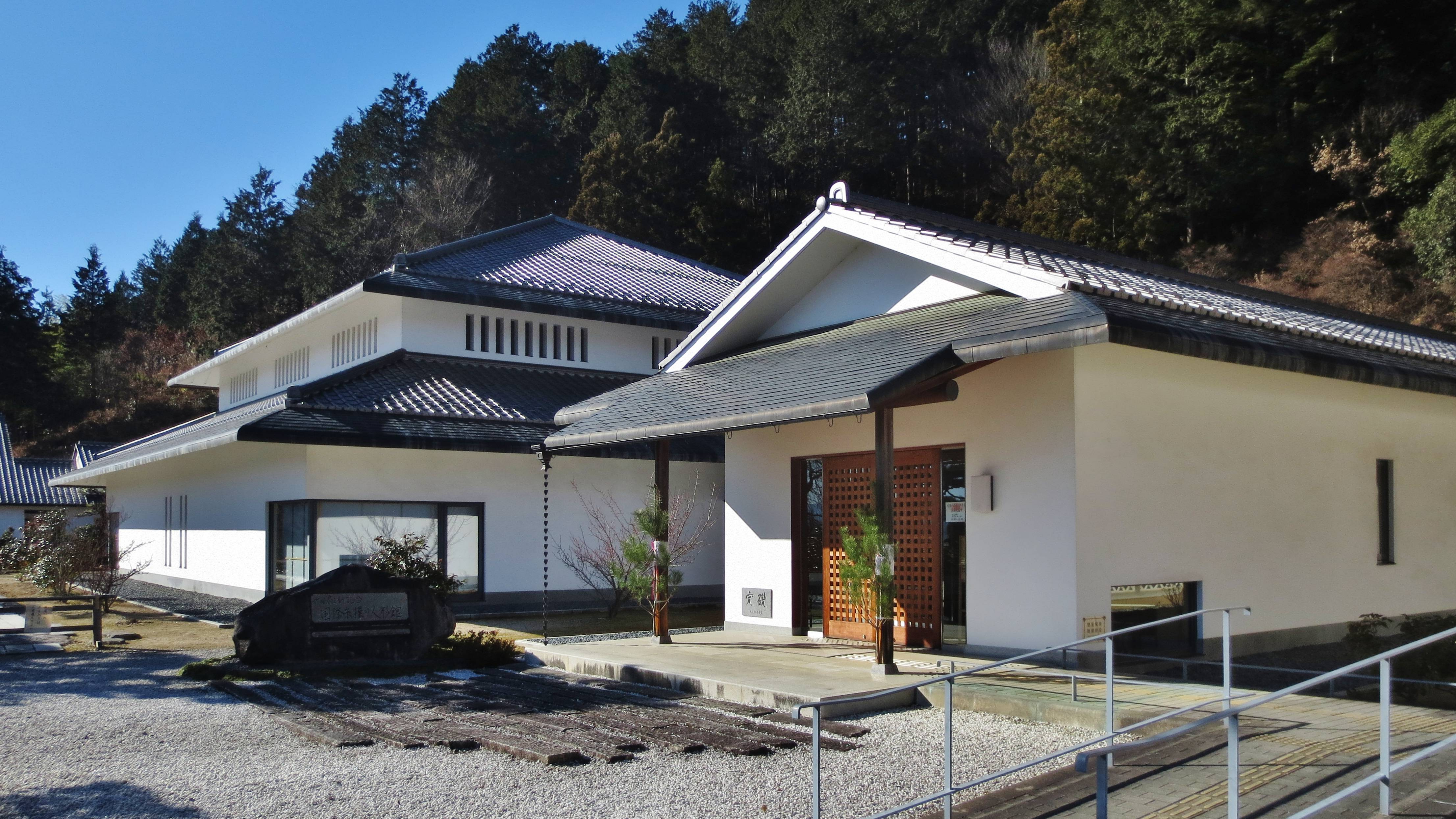
竹田扇之助記念国際糸操り人形館

その後、舞台校舎以外のすべての施設が取り壊され、跡地に竹田扇之助記念国際糸操り人形館などが建設された。竹田扇之助記念国際糸操り人形館は1997年（平成9年）11月4日に着工され、1998年（平成10年）8月に仮オープン、1999年（平成11年）4月に正式オープンした。建設費は1億7220万円。鉄筋コンクリート造平屋建（一部2階建て）であり、延床面積は約600m2。
建物の傷みが激しかったため、1995年（平成7年）時点で舞台校舎の建物内部は非公開となっていたが、飯田市は約1億円を投じて建築当時の姿への復元整備を進めた。学校として使用するために舞台上に設置されていた間仕切りや廊下などを撤去し、建築後に改変されていた階段を原形に戻した。外壁を塗り替えたり、ガラス戸を格子戸に戻すなどした。1997年（平成9年）4月6日には復元後のこけら落とし公演として、大鹿歌舞伎の三番叟などの上演が行われた。

#### 特徴
舞台校舎は2階建て（一部に中2階あり）の木造建築であり、幅は約18m（10間）、奥行きは約13m（7間）、高さは約12m。延床面積は約510m2。正面には長さ8間（約14m）の梁が渡され、その左右には格子窓とともに、太夫座・下座と呼ばれる歌舞伎の語りや演奏の場所が設けられた。2階は教室として設計されていたが、床を取り外すことで舞台の一部となった。1874年（明治7年）4月には筑摩県権令の永山盛輝が訪れ、「山の麓に美を尽くした盛大な学校ができた」と称賛した。また、権令からは「（下伊那郡の）郡下一の大学校」とも称されている。

### 麻績の里 舞台桜
旧座光寺麻績学校校舎（舞台校舎）の正面には「麻績の里 舞台桜」という名称のシダレヒガンザクラの一本桜がある。樹齢は「2004年時点で400年以上」とも、「2007年時点で350年-400年」とも、「2012年時点で約350年」とも。胸高周囲は約4m、幹回りは「5m」。樹高は「12m」「約12m」とも「10m」とも。花弁の紅色が濃いことが特徴である。主幹の根元は半分に欠けており、上部で3本に分かれている。細い枝には円形に花が着き、滝のように幾筋にも枝垂れている。

#### 歴史
1987年（昭和63年）頃には老化と病気に苦しんで樹形が乱れ、枝が朽ちて腐食も進行した。座光寺の住民が交代で薬を塗布するなどした結果、再び美しいはなを見せるまでに樹勢が回復した。高さ2mほどの場所から横に長く伸びた枝には添え木が当てられている。
2004年（平成16年）には財団法人日本花の会によって新品種と判定され、ハンヤエベニヒガンシダレ（半八重紅彼岸枝垂れ）という品種名がつけられた。2005年には住民団体である麻績の里振興委員会が愛称の公募を行い、麻績学校の学校桜であることに因んで「麻績の里 舞台桜」と命名された。現在でもこの品種は「麻績の里 舞台桜」が全国唯一である。

#### 特徴
一般的なサクラは木ごとに花弁の数が一定であり、シダレヒガンザクラの花弁は一般的に5枚だが、「麻績の里 舞台桜」は5枚から10枚と不規則である。桜守の森田和市などの働きかけで専門家による鑑定が行われ、2004年（平成16年）の調査によると、5弁花が15%、6弁花が33%、7弁花が25%、8弁花が19%、9弁花が7%、10弁花が1%だった。
「麻績の里 舞台桜」は2011年（平成23年）3月22日に飯田市指定文化財（天然記念物）に指定された。飯田市天然記念物は23件目であり、一本桜としては8件目である。飯田市教育委員会は「樹勢や樹形が保持され、校舎との景観の調和も取れている」としている。2013年（平成25年）には森田が育てたハンヤエベニヒガンシダレの苗木が、東日本大震災の被災地である宮城県気仙沼市に植えられた。
かつては地元住民の花見客も少なく、2005年（平成17年）までは地元住民にしか知られていなかったが、遊歩道の整備や夜間のライトアップなどを行った結果、一気に飯田市有数の桜の名所となった。花見客の数は、2012年（平成24年）に年間約5万人とも、2014年（平成26年）に年間2万人ともいわれるほどである。毎年の開花時期には、地元の小中学生が花見客に桜の特徴などを説明する「子ども桜ガイド」が行われており、また飯田女子高等学校の茶道クラブによる茶会が開催されている。
「麻績の里 舞台桜」の南西100m、座光寺公民館の西側には、6世紀の築造と推定される石塚1号古墳があり、石塚1号古墳の石室の上には「麻績の里 石塚桜」がある。八重ではないシダレザクラであり、推定樹齢は250年。

#### 子孫
麻績神社から約400m離れた飯田市立座光寺小学校の体育館横には、「麻績の里 舞台桜」の子にあたるハンヤエベニヒガンシダレが植えられている。1987年（昭和62年）には地元住民が校内への苗木の定植を申し出て、学校側には定植を断られたものの、「（珍しいハンヤエベニヒガンシダレが）絶えては困る」と判断したこの住民が無断で苗木を植えたのである。この木は親木同様に花弁の数が不規則であったことから、虚説の拡散を懸念したこの住民は、2012年（平成24年）頃に事実を学校に打ち明けた。座光寺小学校の教頭は「子どもと地域の人とのつながりが感じられる場所」と話している。

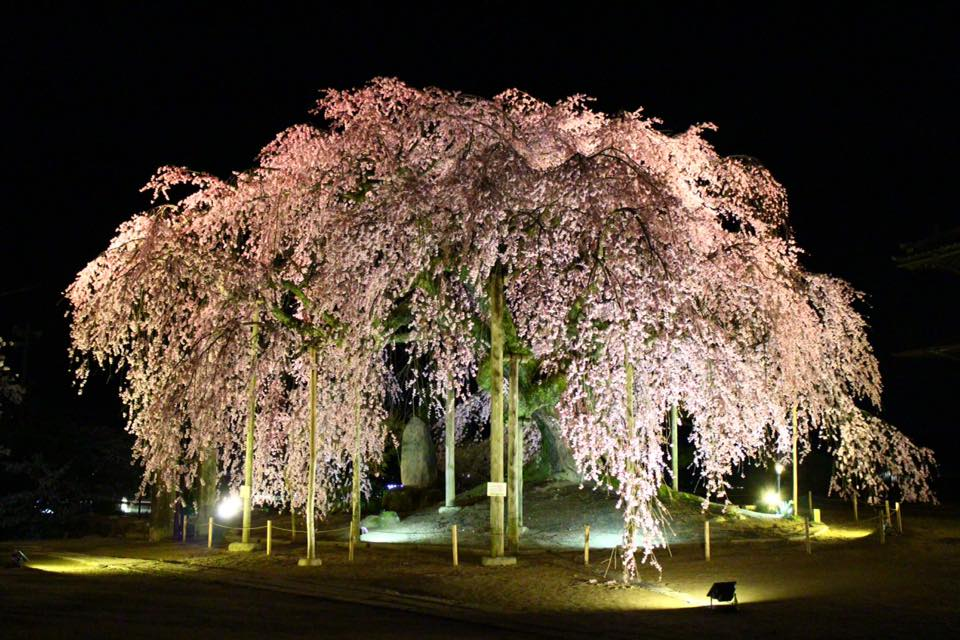
ライトアップされた麻績の里 舞台桜
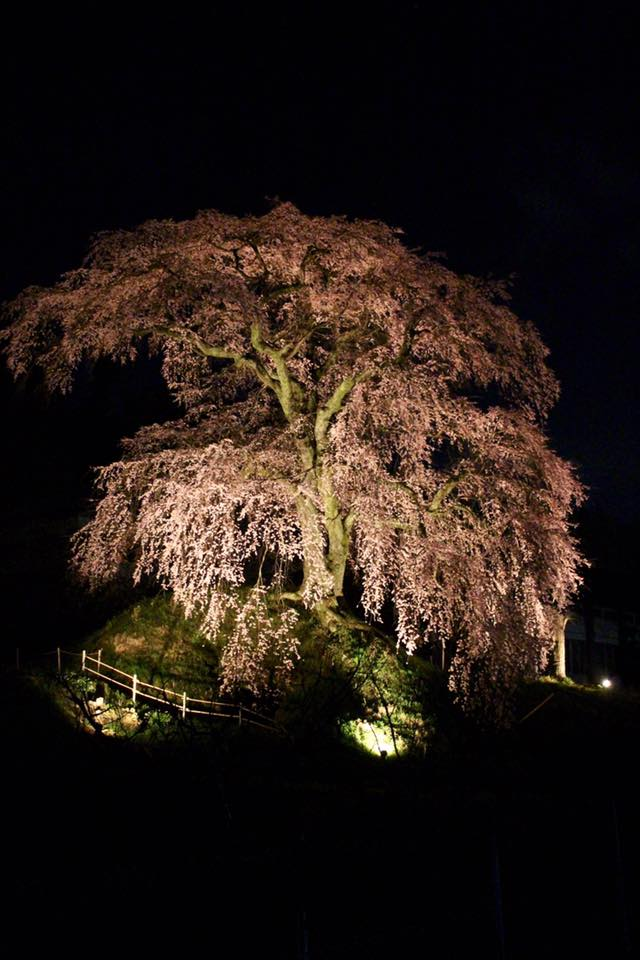
ライトアップされた麻績の里 石塚桜

### 境内社
- 受持神
- 伊雑皇社
- 秋葉社
- 社宮司社
- 子安社
- 疱瘡神社
- 浅間社
- 島三社
- 琴平大神
- 秋葉大神

## 周辺

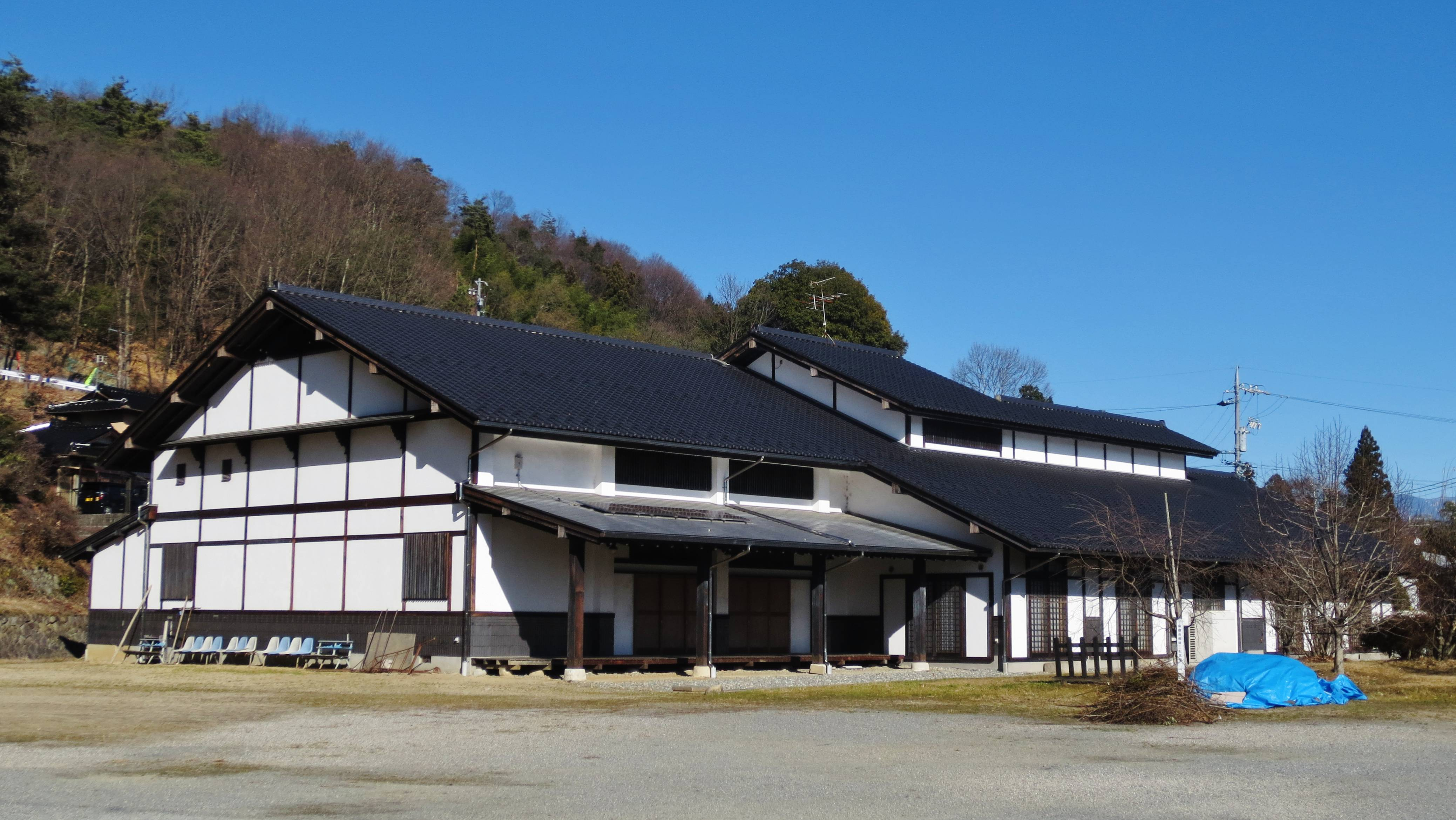
飯田市麻績の里交流センター「麻績の館」

麻績神社はJR飯田線元善光寺駅の西約700mにある。麻績神社の周辺には、旧座光寺麻績学校校舎、竹田扇之助記念国際糸操り人形館、飯田市麻績の里交流センター「麻績の館」、麻績会館・麻績史料館、座光寺公民館、麻績の里 舞台桜、麻績の里 石塚桜などがある。神社周辺は元善光寺公園として整備されており、東200mに元善光寺（坐光寺）がある。神社の背後には南本城の城跡がある。